# Haïl
Pour les articles homonymes, voir Haïl (homonymie).
Haïl (arabe : حائل, Ḥā'il), orthographié également Hail, Ha'yel, ou Hayil est une ville d'Arabie saoudite, située dans la province d'Haïl (au nord de la région de Nejd). La ville, qui compte actuellement plus de 300 000 habitants, a été naguère la capitale d'un puissant émirat contrôlé par la famille Al Rachid, rivale des Al Saoud, ceci jusqu'à la création par ces derniers de l'actuel royaume saoudien.
La Prince Abdulaziz bin Mousaed Economic City devrait permettre de revitaliser la région[réf. nécessaire].

## Histoire
La ville de Haïl est durant la période préislamique, à partir du VIe siècle av. J.-C. voire dès le VIIIe siècle av. J.-C., une étape sur la route commerciale menant de Médine au sud de la Mésopotamie.
En septembre 632, le célèbre bataille de Buzakha a eu lien entre Khalid ibn al Walid et Tulayha[Qui ?].

## Transports
Haïl est desservi par :
- un aéroport régional effectuant notamment des liaisons avec Riyadh, Jeddah, Dammam, Médine et Sakaka ;
- des routes nationales : 65 et 70.

## Tourisme
- le palais de Qishlah (en)
- la forteresse Al-Qashalah
- le Hail Museum
- le fort 'Airil
- le souk,
- des hôtels-restaurants : Hotel Sahai Hall, Al-Jabalain Hotel, Lebanese House.

## Culture populaire
Haïl apparaît dans le tome 7 des Aventures de Buck Danny Les trafiquants de la Mer Rouge.
C'est à Haïl qu'est stationnée sur une base aérienne, une « police de l'air » aux couleurs de la Royal Air Force.